# Victor Uzan
Victor Uzan, né en 1911 ou 1912 à Tunis et mort à une date inconnue, est un footballeur tunisien.

## Carrière
Uzan est footballeur à l'Union sportive tunisienne, le club de la communauté juive de Tunis, puis à partir de 1932 au Sporting Club de Tunis, l'un des principaux clubs d'Afrique du Nord.   
Il signe en 1935 au Stade Malherbe caennais, inscrit en deuxième division du championnat de France, un an après la création d'une section professionnelle en Normandie. Un conflit administratif empêche cependant sa qualification, et il faut attendre le mois de décembre avant que la Fédération française de football ne tranche finalement que le club caennais doit payer 3 000 francs au Sporting Club de Tunis pour régulariser le contrat d'Uzan.  
Au poste d'avant-centre, il fait preuve dès lors d'une grande efficacité et inscrit 16 ou 17 buts, en une grosse demi-saison,. Il marque notamment les trois buts du match face au Havre AC en mars 1936. Alors que le club est contraint financièrement, il est conservé par le club en fin de saison contrairement à plusieurs coéquipiers. Dans un contexte rendu parfois difficile par les supporters, où le fait d'être juif tunisien en fait la cible d'une frange antisémite du public, et bien qu'il marque moins par la suite (au moins quatre buts en 1936-1937 et trois buts la saison suivante), il reste un titulaire régulier jusqu'au bout de l'aventure professionnelle du club caennais, en 1938.
À l'été 1938, il signe avec les Girondins de Bordeaux, mais il y est barré à son poste par Santiago Urtizberea et joue donc essentiellement en équipe réserve. Il est laissé libre en fin de saison et semble arrêter là sa carrière de joueur de football professionnel. La suite de sa vie n'est pas connue.